# یواس‌اس تولسا (پی‌جی-۲۲)
یواس‌اس تولسا (پی‌جی-۲۲) (به انگلیسی: USS Tulsa (PG-22)) یک کشتی بود که طول آن ۲۴۱ فوت ۲ اینچ (۷۳٫۵۱ متر) بود. این کشتی در سال ۱۹۲۲ ساخته شد.